# Denise Galik
Denise Galik-Furey (Cleveland, 4 de diciembre de 1950) es una actriz estadounidense quién ha aparecido en televisión y en el cine.

## Carrera
Nacida en Cleveland, Ohio. Su primer papel en una telenovela fue en Knots Landing como Linda Stricker desde 1980 hasta 1981. También ha aparecido en Flamingo Road como Christie Kovacs y General Hospital como Rhonda Wexler desde 1992 hasta 1994. Denise representó su papel como Rhonda Wexler en Port Charles en 1997 y en 2001. El conocido papel de Galik en la televisión es en The Best of Times como Kim Sedgewick y en V: The Final Battle como Maggie Blodgett. Hizo apariciones en programas de televisión, algunos de estos shows son Welcome Back Kotter, Rhoda, The Incredible Hul, The A-Team, Knight Rider, Magnum, P.I. y Law & Order: Criminal Intent.
También ha aparecido en películas, como The Happy Hooker, California Suite, Oh, God! Book II, Don't Answer the Phone!, Deadly Games, Get Crazy, Eye of the Tiger y Career Opportunities.